# 杨店镇 (汶上县)
杨店镇，是中华人民共和国山東省济宁市汶上县下辖的一个乡镇级行政单位。

## 行政区划
杨店镇下辖以下地区：
杨店村、韦村、于村、郗村、刘土固墩村、王海村、郑海村、曹营村、张海村、钱村、彩山村、东陈堂村、孟海村、袁家庄村、张保庄村、庙口村、大王楼村、鲁王村、路村、王村、张家楼村、泉河桥村、莲花山村、沟头村和大屯村。